# Калоянова уния
Калояновата уния е договаряне между папа Инокентий III и българския цар Калоян през 1204 г. с което Калоян признава върховенството на католическата църква, а папата го провъзгласява за крал и му връчва корона и скиптър. Папа Инокентий III изпраща палиум (знак за пълномощията на духовния им сан) до българските архиепископи и епископи. Всички български епископии стават диоцез на Римокатолическата църква. През 1235 г. при царуването на Иван Асен II унията е разтурена.

## Предистория
Папа Инокентий ІІІ изпраща писмо с дата 14 декември 1199 г. до цар Калоян, което архипрезвитерът на Бриндизи Доминик му донася в Търново. В писмото папата изразява надеждата си да присъедини България към лоното на Римокатолическата църква. Ласкаейки цар Калоян в писмото си, папата завоалирано заявява стратегическата си цел: „А ние като чухме, че твоите предци са произлезли от благороден род на град Рим и че ти си получил благородна кръв и чувство за искрена преданост, което ти имаш спрямо апостолическия престол като по наследствено право.” 
По това време българският владетел води и преговори с Византия за признаване на царската му титла. Уверявайки се, че император Алексий III Ангел няма да удовлетвори исканията му, Калоян отговаря на папското писмо през 1202 г. като настоявал за царска корона (а не кралска): „На първо място ние като любим син искаме от нашата майка Римската църква корона и достойнство според както са имали нашите стари императори. Както намираме записано в нашите книги, един е бил Петър, втори Самуил и други, които са ги предхождали по царуване.”
През 1203 г.,  византийците задържат в Драч пратеника на цар Калоян до папата архиепископ Василий, с което те се опитват да осуетят преговорите. Все пак, презвитер Константин и коместабъл Сергий успяват да се освободят и занасят писмото в Рим. В писмото си Калоян настоява пред папата не само за царска корона, но и за патриаршеска титла на търновския архиепископ: ”Понеже ще е тежко поради дължината на пътя и войната между людете след смъртта на всеки един патриарх да се прибягва към Римската църква, нека бъде предоставено на църквата в Търново да може да избира и посвещава патриарх, за да не остане тази земя поради липса на патриарх без благословение и твоето посвещение – непълно, и да не падне грях.” В конкретния случай папата настоява за пряк контакт с архиепископ Василий, който има най-високия религиозен ранг в България и е от най-приближените хора на Калоян.
През есента на 1204 г. кардинал Лъв потегля за България, но бива задържан от маджарския крал Емерих, който заявява, че ще пропусне кардинала само ако получи от България областите Белград и Браничево. Папата обаче му припомня, че Калоян ще бъде коронясан не върху чужда, а върху собствена земя и го заплашва с отлъчване от Църквата, ако не освободи пратеника му. Така кардинал Лъв пристига в Търново на 15 октомври 1204 г.

## Сключване
На 7 ноември 1204 г. кардинал Лъв помазва с миро, благославя и посвещава за примас архиепископ Василий, който става официално признат глава на Българската църква. На 8 ноември 1204 г. кардинал Лъв коронясва и благославя Калоян, като поставя на главата му царска корона, а в ръцете – скиптър. Титлата, която папата му дава е крал (rex). Калоян изпраща писмо до Инокентий III, че е коронясан за император, а първосвещеникът му – за глава и патриарх на българската църква. По този начин далновидният Калоян сключва уния и признава върховенството на католическата църква. Така и двете страни биват удовлетворени.

## Отказване
През 1235 г. на всеправославния събор в Лампсак при царуването на Иван Асен II унията с папата е разтурена и Българската църква се завръща в лоното на православието, а папските епископии остават да действат формално като титулярни.

## Значение
Сключване на унията с Рим е голям дипломатически успех за цар Калоян. С получената титла, той се издига в ранг, равнопоставен на останалите европейски владетели. С папската благословия и тържествената коронация се затвърждава суверенитета на българската държава.
След създаването на Латинската империя на мястото на Византия, България е разположена между две римокатолически държави - Латинската империя и Маджарското кралство. За да запази вече върнатата към царството си територия, цар Калоян умело поставя папата като арбитър на споровете му с маджарите, които предявява териториални претенции и обявяват българския владетел за „схизматик”, а с писмото си от ноември 1204 г. Калоян моли папата: „Също за латините, които навлязоха в Константинопол, пиша на Ваша Светост да им пишете да стоят далече от моето царство и така моето царство не ще им стори никакво зло, нито пък те нас да не зачитат. В случай, че те наченат нещо против моето царство и не го зачетат и убият от онези, нека Ваша Светост да не подозира моето царство.”  С унията цар Калоян си осигурява дипломатично защита от католическите си съседи.